# Adam Chrzanowski
Adam Chrzanowski (* 31. März 1999 in Warschau) ist ein polnischer Fußballspieler.

## Werdegang

### Verein
Chrzanowski begann mit dem Fußball in der Jugend von KS Raszyn, bevor er 2014 zu Znicz Pruszków wechselte. In der Saison 2014/15 bestritt er fünf Spiele in der polnischen zweiten Liga. Sein Profidebüt gab er bei am 9. Mai 2015 im Spiel gegen Limanovia Limanowa, wo er auf Anhieb einen Platz in der Startformation bekam. Trotz der ersten Profieinsätze wechselte Chrzanowski 2015 in die Jugend von Lechia Gdańsk und spielte dort in der U19. 2016 gab er für Danzig sein Profidebüt und gehörte zum Áufgebot im Ligaspiel am 19. April 2016 gegen Pogoń Stettin. Zur Saison 2016/17 wurde er nach Italien an die U19 des AC Florenz verliehen. Im Sommer 2017 kehrte er nach Danzig zurück und erhielt dort einen Profivertrag.

### Nationalmannschaft
Seinen ersten Einsatz für die polnische U-17-Nationalmannschaft hatte Chrzanowski 2014. Bis 2016 bestritt er 21 Spiele in dieser Altersklasse, in denen er ein Tor schoss. Von 2016 bis 2017 spielte er unter Trainer Rafal Janas fünf Spiele für die polnische U-18-Nationalmannschaft. Zudem debütierte er am 6. Oktober 2016 erstmals im Trikot der polnischen U-19-Nationalmannschaft.